# 대한민국 헌법 제11조
대한민국 헌법 제11조는 법치주의를 선언한 대한민국 헌법의 조항이다. 3항으로 구성되어 있다.

## 본문
① 모든 국민은 법 앞에서 평등하다. 누구든지 성별·종교 또는 사회적 신분에 의하여 정치적·경제적·사회적·문화적 생활의 모든 영역에 있어서 차별을 받지 아니한다.

② 사회적 특수계급제도는 인정되지 아니하며, 어떠한 형태로도 이를 창설할 수 없다.

③ 훈장등의 영전은 이를 받은 자에게만 효력이 있고, 어떠한 특권도 이에 따르지 아니한다.

## 참조조문
헌법 제31조① 모든 국민은 능력에 따라 균등하게 교육을 받을 권리를 가진다.

헌법 제32조④ 여자의 근로는 특별한 보호를 받으며, 고용·임금 및 근로조건에 있어서 부당한 차별을 받지 아니한다.

헌법 제36조① 혼인과 가족생활은 개인의 존엄과 양성의 평등을 기초로 성립되고 유지되어야 하며, 국가는 이를 보장한다.

## 내용
- 국민의 평등: 절대적 평등이 아니라 합리적 이유 있는 차별을 허용하는 상대적 평등이다.
- 특수계급의 제도 부인
- 영전의 효력

## 법률과의 관계
본 조 제1항의 평등권 조항은 민사소송법의 법원(法源)이 된다.

## 주요 판례
- 자의금지원칙 심사요건은 1. 본질적으로 동일한 것을 다르게 취급하고 있는지에 관련된 차별취급의 존재 여부와, 2. 이러한 차별취급이 존재한다면 이를 자의적인 것으로 볼 수 있는지 여부[2]
- 비례의 원칙은 1. 헌법이 스스로 차별의 근거로 삼아서는 아니 되는 기준을 제시하거나 차별을 특히 금지하고 있는 영역을 제시한 경우, 2. 차별적 취급으로 인하여 관련 기본권에 대한 중대한 제한을 초래하게 되는 경우, 입법형성권은 축소, 엄격한 심사척도가 적용되어야 할 것이다[3]
- 사회적 신분이란 사회에서 장기간 점하는 지위로서 일정한 사회적 평가를 수반하는 것을 의미한다고 할 것이므로 전과자도 사회적 신분에 해당한다[4]

## 비교 헌법 조문
- 일본국 헌법 제14조

## 같이 보기
- 대한민국 헌법 제2장
- 훈장
- 남녀고용평등법
- 여성발전기본법
- 상훈법
- 대한민국 헌법 제31조
- 대한민국 헌법 제32조
- 대한민국 헌법 제36조

## 참고문헌
- 송순섭. (2024). 헌법 제11조 제1항 제1문에 관한 一考. 인권과 정의,(524), 6-34.
- 임금섭. (2021). 헌법 제11조와 공무 공무원 여비규정의 차별적 내용에 대한 연구. 법이론실무연구, 9(4), 443-471. 10.30833/LTPR.2021.11.9.4.443
- 이재희. (2015). 일반적 평등권 보장과 개별적 평등권 보장 - 특히 헌법 제11조 제1항 제1문과 제2문을 중심으로 -. 헌법학연구, 21(2), 117-157.
- 이상경. (2014). 사회적 신분에 의한 차별사유에 관한 소고― 헌법 제11조 및 국가인권위원회법 제2조의 사회적 신분의 의미를 중심으로 ―. 헌법학연구, 20(4), 167-211.
- 정주백. (2013). 평등권의 심사 기준 - 헌법 제11조 제1항 후문 사유의 성격을 중심으로 -. 헌법논총, 24, 185-223.
- 고시면. (2008, 4). 국내 유일의 내외국인 공용인 '강원랜드 카지노'의 설립과 관련하여 폐광지역개발지원에관한특별법 제11조 제1항의 위헌가능성에 관한 연구 : 헌법 '제11조 제1항'(법 앞에 평등)과 '제15조'(직업의 자유) 및 '제37조 제2항'(기본권 제한사유) 등의 상관관계에서 바라본 독접방지의 원칙 등에 반하는 폐광지역개발지원에 관한 특별법 제11조 제1항에 규정된 (외국의 운영상황을 고려하여 내외국인 공용인 강원랜드카지노) '1개소에 한하여'의 위헌가능성. 사법행정, 49(4), 2-12.